# Acampamentos da marcha de Selma a Montgomery

Mapa da rota das marchas de Selma a Montgomery mostrando os locais dos acampamentos

Os participantes da marcha de Selma a Montgomery de 21 a 25 de março de 1965 utilizaram quatro acampamentos ao longo da rota. A marcha seguiu uma rota de 54 milhas (87 km) ao longo da U.S. Route 80, partindo da Igreja Episcopal Metodista Africana Brown em Selma, seguindo através do Condado de Lowndes até o Capitólio Estadual em Montgomery. O Condado de Lowndes ganhou o apelido de "Bloody Lowndes" (em português:  "Lowndes Sangrento") devido à violência anti-negra e foi particularmente simbólico para os organizadores da marcha. Líderes da Conferência da Liderança Cristã do Sul (SCLC) procuraram proprietários de terras negros ao longo da rota como simpáticos aos objetivos da marcha. A segurança foi fornecida pela Guarda Nacional do Alabama, no entanto, alguns manifestantes desconfiavam dos guardas brancos, e guardas de segurança voluntários também patrulhavam os acampamentos.

## Acampamento 1: Fazenda de David Hall
Após o primeiro dia, 21 de março, os manifestantes acamparam na fazenda de David Hall, um proprietário de terras negro. Tendas para dormir, médicas e de alimentação foram erguidas na fazenda, e os organizadores da marcha usaram a vizinha Nova Igreja Batista Irmã Spring como local de reunião. Muitos dos participantes retornaram a Selma de carro e ônibus da fazenda Hall; devido à rodovia 80 estreitar para duas faixas através do Condado de Lowndes, apenas 300 manifestantes foram autorizados ao longo dessa parte da rota.

## Acampamento 2: Propriedade de Rosie Steele
Na noite de 22 de março, os manifestantes acamparam na propriedade de Rosie Steele. Steele era uma proprietária de terras negra, que adquiriu sua propriedade ao longo da Rodovia 80 perto de White Hall em algum momento entre 1935 e 1940 e operou uma loja de artigos gerais. A loja foi especialmente lucrativa durante a Segunda Guerra Mundial, e ela por fim adquiriu 200 acre(s)s (81 ha) nos condados de Lowndes e Autauga. A propriedade de Steele foi escolhida pela liderança da SCLC devido à sua localização no Condado de Lowndes, sua proximidade com a Rodovia 80, e por estar aproximadamente na metade do caminho entre os acampamentos 1 e 3 (17 mi (27 km) e 13 mi (21 km), respectivamente).
Na noite do acampamento, duas grandes tendas para dormir, duas tendas de serviço, banheiros portáteis e uma antena de comunicação foram erguidas. Comida foi trazida, consistindo de chili e bolachas, tomates, coquetel de frutas, pão e biscoitos. Os manifestantes também compraram provisões no posto de gasolina do filho de Rosie, Roosevelt, do outro lado da rodovia. Uma curta missa foi realizada, liderada por Martin Luther King Jr. Na manhã seguinte, o café da manhã foi servido e os manifestantes continuaram em direção a Montgomery.
A casa e a loja de Steele foram incendiadas em 1967, e uma nova casa de tijolos foi construída na década de 1970. O local foi listado no Registro Nacional de Lugares Históricos em 2023.

## Acampamento 3: Fazenda dos Gardner
Na terceira noite da marcha, 23 de março, foi utilizada a fazenda de Robert e Mary Gardner, no lado sul da Rodovia 80, a leste de Lowndesboro. A terra era de propriedade do avô de Robert, Hugh A. Carson, um membro da Câmara dos Representantes do Alabama que nasceu escravo e foi um dos três únicos delegados negros na convenção constitucional do Alabama de 1875. A casa da família foi construída por volta de 1900–1912, com adições nas décadas de 1940 e 1955. A fazenda foi sugerida como um acampamento para os organizadores da marcha pelo cunhado de Robert, A. G. Gaston.
A entrada da fazenda fica em uma estrada lateral, agora chamada Frederick Douglass Road. As duas barracas para dormir e a barraca médica ficavam ao norte da entrada, e a barraca de comida ficava ao sul da entrada. O terceiro dia da marcha progrediu com chuva constante, e o acampamento estava coberto de lama profunda. Os manifestantes secaram suas roupas em aquecedores portáteis e jantaram com os alunos da Universidade Tuskegee. Os manifestantes partiram às 7h da manhã seguinte e logo cruzaram para o Condado de Montgomery.
A propriedade permanece com a família Gardner. O local foi listado no Registro Nacional de Lugares Históricos em 2023.

## Acampamento 4: City of St. Jude
Na noite final da marcha, 24 de março, os participantes acamparam na City of St. Jude, uma Igreja Católica, escola e complexo hospitalar. Estabelecido em 1937, St. Jude foi criado para ser um centro de serviço social para a comunidade negra de Montgomery. Quando o hospital foi inaugurado em 1951, foi o primeiro hospital totalmente integrado no Alabama.
Em St. Jude, as tendas usuais foram erguidas, mas os manifestantes também puderam aproveitar as instalações médicas e outras. Naquela noite, um "Encontro das Estrelas pela Liberdade" foi realizado no local, com apresentações de Harry Belafonte, Tony Bennett, Frankie Laine, Peter, Paul and Mary, Sammy Davis Jr., Joan Baez e Nina Simone.
Na manhã de 25 de março, os manifestantes completaram as últimas 4 milhas (6,4 km) até o Capitólio.
O complexo da cidade de St. Jude foi listado no Registro Nacional de Lugares Históricos em 1990.